# Delphine Atangana
Delphine Atangana, född 16 augusti 1984, är en friidrottare från Kamerun. Hon deltog vid olympiska sommarspelen 2004 och olympiska sommarspelen 2012.